# Eduardo Coelho

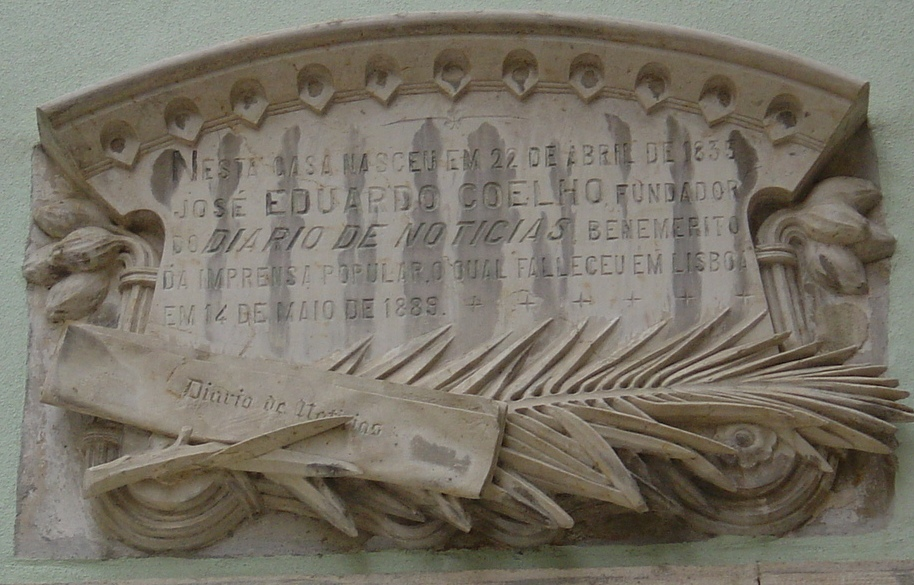
Gedenktafel am Geburtshaus Eduardo Coelhos in Coimbra

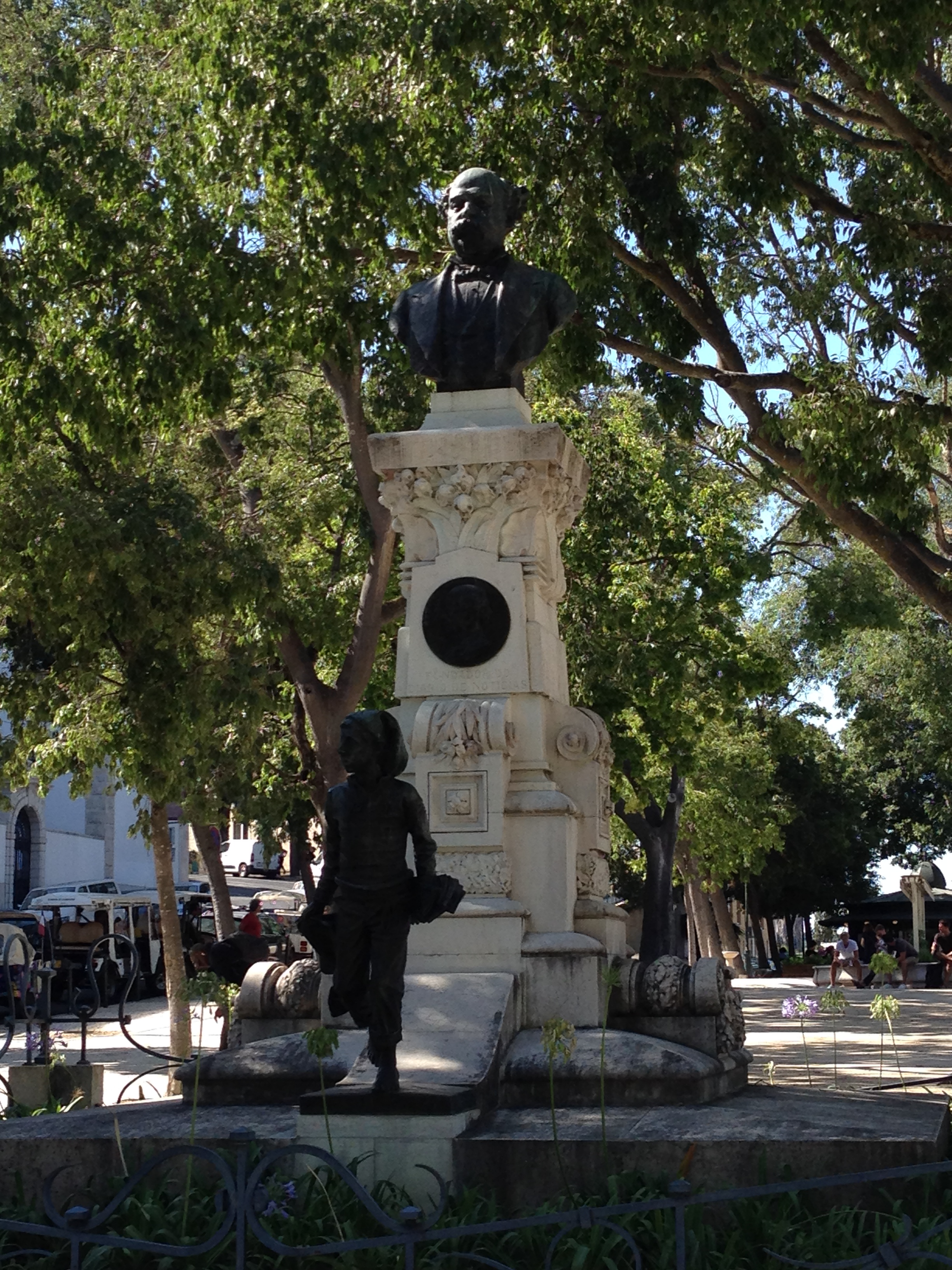
Denkmal für Eduardo Coelho in Lissabon

José Eduardo Coelho (* 23. April 1835 in Coimbra; † 14. Mai 1889 in Lissabon) war ein portugiesischer Schriftsetzer und Journalist.

## Leben
Coelho wurde im Alter von 13 Jahren, nach dem frühen Tod seines Vaters, von seiner Mutter nach Lissabon geschickt. Hier verdiente er sich seinen Lebensunterhalt bei einem Kaufmann und begann sich für das Lesen und Schreiben zu interessieren. Er gab seine Stellung auf und begann eine Lehre als Typograf und trat 1857 in die Imprensa Nacional ein. Als Autodidakt bildete er sich zum Dichter, Romancier und Journalisten weiter. Am 29. Dezember 1864 gründete er gemeinsam mit Tomás Quintino Antunes die Tageszeitung Diário de Notícias, die er 25 Jahre bis zu seinem Tod im Jahr 1889 leitete. Er war enger Freund des Schriftstellers Eça de Queirós, der in den ersten Jahren bedeutender Mitarbeiter der Zeitung war. Er war eines der Gründungsmitglieder der Sociedade de Geografia de Lisboa. Die Stadt Lissabon errichtete 1904 zu seinen Ehren eine Statue mit seiner Büste im Jardim de São Pedro de Alcântara.
Er war der ältere Bruder des Schriftstellers und Pädagogen Francisco Adolfo Coelho und war mit José Maria Eça de Queiroz befreundet.
Coelho hatte eine Tochter Maria Adelaide Coelho (* 3. Oktober 1869; † 23. November 1954), die Alfredo da Cunha heiratete und mit ihm einen Sohn hatte. Sie soll ihre Familie am 13. November 1918 verlassen haben, um mit einem Chauffeur ein neues Leben zu beginnen. Diese Geschichte wurde später von Mário Barroso unter dem Titel Ordem Moral verfilmt.
Werke (Auswahl)
- O Livrinho dos Caixeiros. 1852.
- Primeiros Versos. 1861.
- Opressão e Liberdade. 1871.
- Passeios na provincia. Band 1: De Lisboa a Vizeu-Até Covilhãà Marinha Grande. Typographia Universal, Lissabon 1873 (archive.org).
- O casamento do reino de Inglaterra com o reino de Portugal. Typographia Universal, Lissabon 1879 (archive.org).
- Portugal Cativo. 1884.